# ترس بر فراز شهر
ترس بر فراز شهر (به فرانسوی: Peur sur la ville) فیلمی به کارگردانی و نویسندگی آنری ورنوی است. تنظیم فیلم‌نامه توسط آنری ورنوی، ژان لامبورده و فرانسیس وبر و تهیه‌کنندگی ژاک ژورانویل ساخته سال ۱۹۷۵ میلادی است.
این فیلم در تلویزیون ایران با نام طوفان‌گر پخش شده است.

## خلاصه داستان
این فیلم داستان کارآگاهی جسور است که به دنبال عامل قتل‌های زنجیره‌ای شهر پاریس است.